# Eretmocerus hoelmeri
Eretmocerus hoelmeri is een vliesvleugelig insect uit de familie Aphelinidae. De wetenschappelijke naam is voor het eerst geldig gepubliceerd in 2006 door Rose & Zolnerowich.